# NGC 6098
NGC 6098 este o galaxie eliptică situată în constelația Hercule. A fost descoperită în 24 aprilie 1867 de către Lewis A. Swift.